# 고야투코투코
고야투코투코 또는 코리엔테스투코투코(Ctenomys perrensi)는 투코투코과에 속하는 설치류의 일종이다. 아르헨티나의 토착종이다.

## 특징
보통 크기의 투코투코류로 전체 몸길이가 23~27cm 정도이다.

## 분포
아르헨티나 북동부 지역에 제한적으로 분포하고 코리엔테스주의 토착종이다.